# Diana Chikotesha
Diana Chikotesha, née le 18 juillet 1988, est une arbitre assistante de football zambienne.

## Biographie
Diana Chikotesha figure sur la liste des arbitres de la FIFA depuis 2014,.
Elle est l'arbitre assistante d'Akhona Makalima lors de la Coupe du monde U-20 2022 au Costa Rica (avec Mimisen Iyorhe). Ils arbitrent ensemble lors de deux matches de groupe. Elle arbitre également à la Coupe d'Afrique U-23 2019 en Égypte , et à la Coupe d'Afrique U-17 2023 en Algérie. Dans cette dernière, elle est la première femme arbitre assistante dans une finale de la Coupe d'Afrique U-17. 
Chikotesha est également nommée pour la Coupe du monde 2023 en Australie et en Nouvelle-Zélande.